# Cilicium

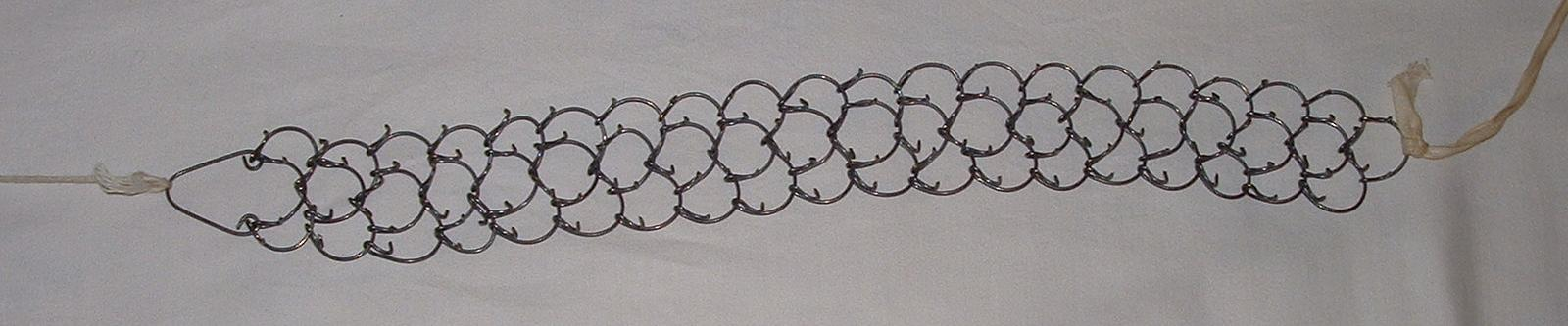
Een stalen cilicium

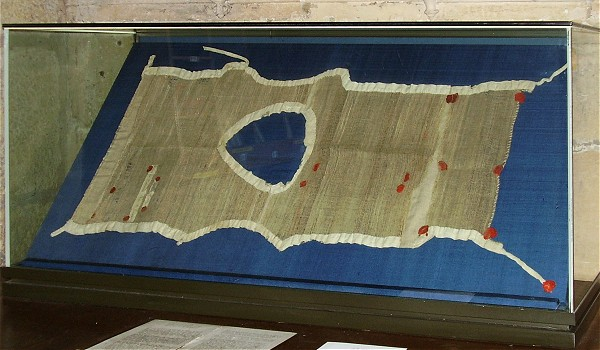
Cilicum van de Lodewijk IX van Frankrijk, bewaard in de Sint Aspaiskerk in Melun

Een cilicium is een boetegordel of -kleed, vervaardigd uit geitenhaar (oorspronkelijk van geiten uit Cilicië, nu ook uit esparto- of andere ruwe vezels) of een ijzeren gordel met puntjes aan de binnenkant, die om het dijbeen of om een ander deel van het lichaam gedragen wordt. Doordat de haakjes of de ruwe stof in het vlees drukken, ervaart de drager een lichte pijn.
Katholieken dragen het cilicium om boete te doen voor eigen of andermans zonden en zo hun God eerherstel te brengen en zich tot Hem te richten. Het dragen van de boetegordel is volgens hen een middel om uit vrije wil een beetje te delen in het lijden van Christus. Het cilicium wordt door monniken, sommigen leden van Opus Dei en lekengelovigen gedragen. De gewoonte gaat terug op de 4e eeuw na Christus. Toen Constantijn de Grote de christenvervolging stopte en het katholicisme staatsgodsdienst werd, en zo de wegen naar het martelaarschap als teken van toewijding verdwijnen, zoeken de gelovigen andere wegen om de diepte van hun geloof te bewijzen, zoals door soms extreme ascese en zelfkastijding.
De boetegordel of andere ascetische werktuigen maken deel uit van de traditie uit de katholieke Kerk. Heel wat heiligen of vrome gelovigen hebben dit gedaan, waaronder Franciscus van Assisi, Thomas More, Geert Grote, kardinaal Newman, Moeder Teresa en de pausen Paulus VI en Johannes Paulus II.
Van paus Paulus VI (1963-1978) is bekend dat hij lichamelijk boete deed. Zijn beide privésecretarissen Pasquale Macchi en John Magee getuigden na diens dood dat hij tijdens plechtigheden een metalen boetegordel op zijn huid droeg om zichzelf te helpen herinneren aan het door Christus gedragen kruis ter verlossing van de wereld.
Binnen de katholieke verstervings- en de boetenpraktijken neemt fysieke zelfkastijding een minder prominente plaats en dit soort gebruiken kunnen zowel binnen als buiten de kerk vaker verbazing oproepen.